# Oncopsis flavicollis
Oncopsis flavicollis är en insektsart som beskrevs av Carl von Linné 1761. Oncopsis flavicollis ingår i släktet Oncopsis och familjen dvärgstritar. Arten är reproducerande i Sverige. Inga underarter finns listade i Catalogue of Life.

## Bildgalleri

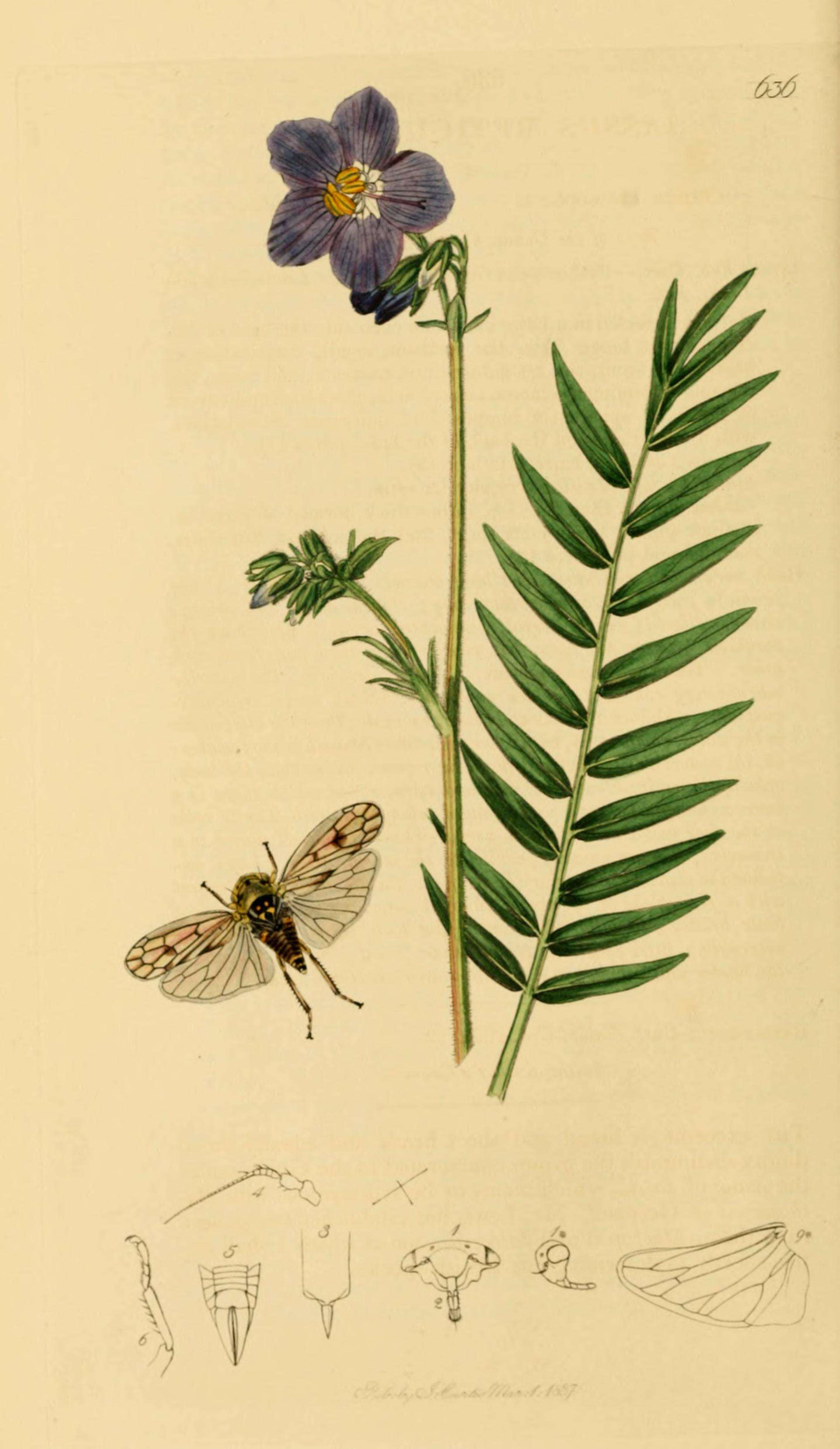